# 加尔默罗剧院
加尔默罗剧院（Théâtre des Carmes）是法国普罗旺斯地区阿维尼翁的一座剧院，位于加尔默罗广场6号。
加尔默罗剧院由安德烈·贝内代托创建于1961年。.